# Sebastian Ramhorn
Sebastian Ramhorn (3 mei 1996) is een Zweeds-Koreaanse voetballer. Ramhorn speelt als verdediger. Momenteel zit hij zonder club.

## Carrière
Ramhorn is opgegroeid in Malmö, waar hij zijn eerste stappen op het voetbalveld zette bij Oxie IF. In zijn tienerjaren maakte hij de overstap naar Real Malmö. In de zomer van 2012 werden Sebastian en zijn tweelingbroer Johan uitgenodigd om op proef te komen bij Kalmar FF. Beiden vielen in de smaak en tekenden een contract bij de club die op dat moment uitkwam in de Allsvenskan.
Ramhorn maakte op zondag 10 mei 2014 zijn debuut voor Kalmar FF, in de met 2-0 gewonnen wedstrijd tegen IFK Norrköping. Ramhorn kwam na 67 minuten het veld in als vervanger van Markus Thorbjörnsson. Tien dagen later, in het competitieduel tegen BK Häcken (4-1 verlies) stond Ramhorn voor het eerst in de basisopstelling van Kalmar FF.
De verdediger wordt tijdens zijn periode bij Kalmar FF verschillende keren verhuurd. Hij slaagt er echter nooit in om een vaste waarde te worden in de Guldfågeln Arena. Halverwege het seizoen 2018 wordt zijn contract ontbonden.

## Interlandcarrière
In september 2013 werd Ramhorn geselecteerd voor het Zweedse nationale elftal voor spelers onder 17 jaar. Met de nationale jeugdploeg speelde hij mee tijdens het WK voor spelers onder 17 jaar. Daar veroverden de Zweden de derde plaats.